# Živko
Živko je moško osebno ime.

## Izvor imena
Ime Živko je južnoslovanskega izvora. Nastalo je kot tvorjenka na -ko  iz pridevnika živ ali iz skrajšanih slovanskih imen, ki imajo setavino živ, npr. Živomir.

## Izpeljanke imena
- moške oblike imena: Žika, Žikica, Žiko, Živadin, Živan, Živo, Živoj, Živojin, Živorad, Živoslav, Života,
- ženske oblike imena: Živa, Živana, Živka, Živanka, Živadinka
- sorodno ime: Vital

## Pogostost imena
Po podatkih Statističnega urada Republike Slovenije je bilo na dan 31. decembra 2007 v Sloveniji 338 oseb z imenom Živko.

## Osebni praznik
V koledarju je ime Živko uvrščeno k imenu Vital, god praznuje 4. novembra ali 2. julija.

## Znane osebe
- Živko Košir (gozdarski strokovnjak), Živko Marušič (slikar)